# Jeff Madrigali
Geoffrey "Jeff" Madrigali (Walnut Creek, 8 de maio de 1956) é um velejador estadunidense, medalhista olímpico. Ele competiu nos Jogos Olímpicos de Verão de 1996 na classe Soling e conquistou a medalha de bronze, ao lado de Jim Barton e Kent Massey.
Ele navegou no America True na Louis Vuitton Cup de 2000. Em 1995, 1998 e 1999, Madrigali venceu o campeonato dos Estados Unidos em Soling e também foi campeão norte-americano em 1995. Ele é casado e tem dois filhos. Como veleiro trabalhou na North Sails.